# Dena Mwana
Pour les articles homonymes, voir Mwana.
Dena Mwana, née Denise[réf. nécessaire] Mwanakitata Muwayi le 27 décembre 1986 à Kinshasa est une auteure-compositrice-interprète de musique gospel évangélique congolaise.

## Biographie

### Enfance et famille
Sixième d’une famille de huit enfants, Dena Mwana, née Dena Mwanakitata Muwayi, le 27 décembre 1986 à Kinshasa, en République démocratique du Congo dès son bas âge, son père alors universitaire et professeur de psychologie puis cadre dans une entreprise pétrolière, amateur de musique de son territoire de Kwilu au Centre Ouest dont il est originaire, berce ses enfants dans des sonorités folkloriques & contemporaines des années 1980.
Elle est mariée à Michel Mutahali, son producteur et le fondateur du label de musique Happy People Africa chez lequel elle enregistre.

### Carrière
Dès ses 13 ans, Dena Mwana fait ses débuts dans la chanson avec le chœur « Notre dame de Grâce » de Kinshasa, dans lequel elle devient directrice des chœurs, cinq ans plus tard,.
En 1998, elle est publiquement connue lorsqu'elle chante, en compagnie d’une sélection d’écoliers de Kinshasa, une chanson patriotique[réf. nécessaire]. L'évènement est retranscrit à la télévision congolaise. La présence de sa voix unique couplée avec la diversité stylistique avait immédiatement attirée l’attention des personnes présentes dans le studio d’enregistrement.
Vers 2004, Rigobert Mbila, alors professeur de musique à l’Institut National des Arts de Kinshasa, l’encadre et l’accompagne dans plusieurs de ses premières prestations[réf. nécessaire]. Conseillée par ce dernier, elle finit par monter son propre groupe musical et elle lance ainsi sa carrière, fidèlement encouragée et accompagnée par ses parents[réf. nécessaire].
En 2006, elle immigre aux États-Unis et s’installe en Virginie afin de peaufiner ses connaissances musicales et favoriser sa carrière. C'est aussi en Virginie qu'elle accepte Jésus-Christ comme Seigneur et Sauveur en âme et conscience. Elle met donc son talent à la disposition de beaucoup d’églises locales et aussi une occasion pour elle de participer à différents festivals et concerts chrétiens.
Depuis 2008, Dena Mwana vit entre les États-Unis et le Congo. Elle intégrera successivement les chœurs de diverses églises évangéliques; ceux du “Centre Missionnaire Philadelphie" à Kinshasa, “El Shaddai” au Burundi, “McClean Bible Church” en Virginie aux États-Unis et “Impact Centre Chrétien” à Pointe-Noire au Congo.
En 2009, Dena Mwana commence l’enregistrement de son premier album Hosanna qui sort en mai 2011 lors d'un concert à Montréal au Canada.
Son second album Monene est lancé le 12 juin 2016 à Kinshasa en RDC devant 5.000 convives comporte 14 titres dont les plus connus sont : Nzambe Monene, Elombe (Medley Lingala), Emmanuel ou encore Je Chante Hosanna.
En 2013, elle est nommée aux African Gospel Music & Media Awards et remporte le prix de Meilleure Artiste d'Afrique centrale  à Londres,
En 2019, grâce à la signature d’une licence entre Happy People et la Motown Gospel Africa, label de production de musique gospel d’origine américaine installé en Afrique via Universal Music Africa (filiale de la maison de disque Universal Music Group), Dena Mwana est positionnée et annoncée comme pointure de la musique africaine.
En 2019, elle est nommée aux African Gospel Music & Media Awards en 2019 à Londres, 
En décembre 2020, elle sort son troisième album studio, Souffle, sous le label Motown Gospel Africa.

## Image publique
En avril 2021, Dena Mwana devient ambassadrice de la marque panafricaine référente du pagne africain, Woodin,.
En mars 2022, elle participe en tant que coach à l'émission « La Dernière Voix » produite par la chaine A+.

## Discographie

### Albums
Albums studio
- 2011 : Hosanna
- 2016 : Monene
- 2020 : Souffle
- 2024 : 2Daddy (E.P)

DVD Concert Live
- 2013 : DVD concert Live à Kinshasa « Si la mer se déchaîne »
- 2017 : DVD concert Live à Kinshasa « Célébration Fin de l’année »
- 2019 : Concert Live à Kinshasa « Gosp’Elles Celebration »
- 2023 : Concert Live  « Lindanda»  au Palais du Peuple Kinshasa RDC

Single
- 2012 : L'Eternel Est Bon
- 2014 : Se-Yo
- 2018 : Saint-Esprit
- 2019 : Souffle
- 2020 : Maintenant Seigneur (feat. Dan Luiten)
- 2020 : Si La Mer Se Déchaîne (remix) (feat. Soweto Gospel Choir)
- 2022 : Une Armée
- 2022 : Lindanda (Na Na Na)
- 2024: Affranchis (Bana Nzambe) [feat. Glorya Reliques]
- 2024 : Jamais Sans Lui